# Jean Quertier
Jean Quertier (Londra, 12 novembre 1925 – Rotterdam, 23 gennaio 2019) è stata una tennista britannica.

## Biografia
Si è sposata nel 1952 con il collega olandese Ivo Rinkel e ha iniziato a competere con il cognome da coniugata, la coppia ha avuto due figli.

## Carriera
In singolare ha raggiunto i quarti di finale in tutti gli Slam al di fuori degli Australian Open, torneo a cui non ha mai partecipato. Nel doppio femminile è avanzata più volte fino alle semifinali con diverse compagne ma  si è fermata sempre a un passo dalla finale, nel doppio misto invece ha giocato la finale del Roland Garros 1949 insieme al connazionale Gerry Oakley venendo sconfitti dalla coppia sudafricana formata da Sheila Piercey Summers-Eric Sturgess.
Ha raggiunto la finale del Surrey Grass Court Championships 1950 venendo sconfitta in due set e ha vinto gli Internazionali d'Italia 1950 nel doppio femminile insieme a Jean Walker-Smith.

## Finali del Grande Slam

### Doppio misto

#### Perse (3)
| Anno | Torneo                            | Compagno     | Avversari in finale                  | Punteggio |
| 1949 | Internazionali di Francia, Parigi | Gerry Oakley | Sheila Piercey Summers Eric Sturgess | 6-1, 6-1  |